# 仙台市立燕沢小学校
仙台市立燕沢小学校（せんだいしりつ つばめざわしょうがっこう）は、宮城県仙台市宮城野区にある公立小学校。

## 概要
周辺の宅地開発に伴い、1974年に開校した

## 沿革
- 1974年（昭和49年）4月1日 - 仙台市立東仙台小学校より分離開校[1]

## 学区
小鶴1,2丁目、小鶴字の一部、燕沢字の一部、燕沢東、燕沢1丁目の一部、燕沢2丁目の一部、燕沢3丁目、鶴ケ谷東1丁目、鶴ケ谷東2丁目の一部、鶴ケ谷東3丁目、鶴ケ谷東4丁目の一部

## 進学先中学校
- 仙台市立西山中学校